# 일본국유철도의 전동차 목록
일본국유철도의 전동차 목록에서는 일본국유철도 소유였던 전동차의 목록을 기술한다.

## 구형 전동차

### 1928년개번 이전 계열 목록
- 데하6250형 전동차
- 데하6260형 전동차
- 데하6280형 전동차
- 데하6285형 전동차
- 데하6300형 전동차
- 데하6310계 전동차
- 데하6340계 전동차
- 데하33400계 전동차
- 데하33500계 전동차
- 데하43200계 전동차
- 데하63100계 전동차
- 데하73200계 전동차

### 1928년 개번 이후 계열 목록
- 30계 전동차 - 1926년에 등장한 17m급의 3문형 롱시트 내장 차량. 이중 천장 차량이며, 일본국유철도 최초의 강제 전동차이다.
- 31계 전동차 - 1929년에 등장한 17m급의 3문형 롱시트 내장 차량. 둥근 천장 차량 계열.
- 32계 전동차 - 1930년에 등장한 요코스카 선 용의 2문형 차량 계열.
- 33계 전동차 - 1932년에 등장한 17m급의 3문형 롱시트 내장 차량. 40계의 17m판.
- 40계 전동차 - 1932년에 등장한 20m급의 3문형 롱시트 내장 차량.
- 42계 전동차 - 1933년에 등장한 20m급의 2문형 크로스시트 내장 차량.
- 50계 전동차 - 1934년에 등장한 목제 전동차의 강체 차체 개조 차량. 17m급 3문형 롱시트 내장.
- 51계 전동차 - 1935년에 등장한 20m급의 3문형 크로스시트 내장 차량.
- 52계 전동차 - 1935년에 등장한 오사카 지구의 급행 전동차용 차량 계열. 2문형 크로스시트.
- 62계 전동차 - 1943년에 등장한 미노부 선용의 강체화 개조차. 17m급 2문 크로스시트.
- 63계 전동차 - 전시 설계의 통근차. 20m, 4문형 통근 형식 확립. 사쿠라기초 사고의 전소차량이었다.
- 70계 전동차 - 요코스카 선·게이한신 완행선·주오 선·한와 선등에 투입된 3문형 세미크로스시트 내장 차량.
- 72계 전동차 (73계라고도 불림) - 63계 전동차의 개선 개번 계열.
- 80계 전동차 - 원조 '쇼난 전차'

## 신성능 전동차

### 1959년개번 이전 계열 목록
- 20계 전동차 (→151계)
- 22계 전동차 (→157계, 덧붙여 실제로는 157계로 변경되어 도입되었기 때문에 실제로 22계로 사용한 적은 없다)
- 82계 전동차 (→155계)
- 90계 전동차 (→101계)
- 91계 전동차 (→153계)

### 통근형 전동차
- 101계 전동차 - 일본국유철도 신성능 전동차 확립
- 103계 전동차 - 대량 증비된 표준형 통근형 전동차
- 105계 전동차 - 지역 교통선 대응의 1M 차량.
- 201계 전동차 - 일본국유철도 최초의 전기자 초퍼 제어 전동차. 원조 '에너지 절약 전동차'.
- 203계 전동차 - 201계의 영단지하철 (현 도쿄 메트로) 지요다 선 직통형 사양. 알루미늄제 차체.
- 205계 전동차 - 일본국유철도 최초의 양산형 스테인레스제 차량. 계자첨가 여자제어 채용 차량.
- 207계 전동차 - 일본국유철도 최초의 영업용 VVVF 제어 전동차. 시제 차량 1편성 (900번대) 만 존재.
- 301계 전동차 - 103계의 영단지하철 (현 도쿄 메트로) 도자이 선 직통형 사양. 알루미늄제 차체.

### 근교형 전동차
- 111계 전동차 - 최초의 직류 근교형 전동차.
- 113계 전동차 - 근교형 전동차의 표준형. 온난 지역, 평지형 차량.
- 115계 전동차 - 근교형 전동차의 표준형. 한냉 지역, 산악형 차량.
- 117계 전동차 - 간사이 지구 신쾌속용 전동차. 2문형 전환식 크로스시트 내장 차량. 일부는 주쿄 지구용으로도 생산되었다.
- 119계 전동차 - 이이다 선용의 1M 전동차.
- 121계 전동차 - 시코쿠 지구의 로컬용 전동차. 스테인레스 차체, 2량 편성.
- 123계 전동차 - 수하물 등으로 사용되던 사업용 전동차를 개조한 지역 교통선 용의 1량 편성 전동차.
- 211계 전동차 - 205계와 같은 시스템을 채용한 스테인레스제 근교형 차량.
- 213계 전동차 - 일본국유철도 최후의 신제 전동차. 211계를 1M식으로 변경한 2문형 전환식 크로스시트 채용 차량. 초대 마린 라이너용 전동차.
- 401계 전동차 - 근교형 전동차 확립. 교직류 겸용이며, 조반선 (50Hz) 구간 투입용.
- 403계 전동차 - 401계 출력 증강형.
- 413계 전동차 - 교직류 급행형 전동차 차체 개조형. 호쿠리쿠 본선용.
- 415계 전동차 - 403계와 423계를 통합한 50/60Hz 겸용 차량. 일부는 113계에서 교직류 겸용으로 개조된 경우도 있다.
- 417계 전동차 - 지방 간선 지향의 근교형 전동차.
- 419계 전동차 - 여분의 583계를 개조해서 만든 호쿠리쿠 지방용의 근교형 전동차.
- 421계 전동차 - 근교형 전동차 확립. 교직류 겸용. 규슈 지구 (60Hz) 용.
- 423계 전동차 - 421계 출력 증강형.
- 711계 전동차 - 홋카이도 지구용의 교류 전용 근교형 전동차.
- 713계 전동차 - 규슈 지구의 지방 간선 지향형 교류 전용 근교형 전동차.
- 715계 전동차 - 여분의 581계, 583계를 개조한 규슈, 센다이 지구 지향의 교류 전용 근교형 전동차.
- 717계 전동차 - 교직류 급행형 전동차의 차체 개조형. 교류 전용.

### 급행형 전동차
- 153계 전동차 - 국철 80계 전동차 후속차량.
- 155계 전동차 - 수학여행 전용 전동차.
- 157계 전동차 - 닛코 발착의 특별 준급용 전동차. 쿠로157-1은 귀빈용 차량.
- 159계 전동차 - 수학여행 전용 전동차.
- 163계 전동차 - 153계 출력 증강 계열 (평지용)으로 예정되었지만, 사실은 그린차 (사로163형)만 제조된 계열.
- 165계 전동차 - 153계의 출력 증강 계열 (산악 지형용).
- 167계 전동차 - 수학여행 전용 전동차.
- 169계 전동차 - 165계의 우스이 고개 등반용 (협조 운전) 대응 차량.
- 451계 전동차 - 교직 겸용의 급행형 전동차. 50Hz 대응.
- 453계 전동차 - 451계 출력 증강형.
- 455계 전동차 - 교직 겸용의 급행형 전동차. 산악 지형, 50Hz용.
- 457계 전동차 - 교직 겸용의 급행형 전동차. 산악 지형, 50/60Hz 양용.
- 471계 전동차 - 교직 겸용의 급행형 전동차. 60HZ 대응.
- 473계 전동차 - 471계의 출력 증강형.
- 475계 전동차 - 교직 겸용의 급행형 전동차. 산악지형, 60Hz용.

### 특급형 전동차
- 151계 전동차 - 고다마용. 최초의 특급형 전동차.
- 161계 전동차 - 151계 산악 지형용.
- 181계 전동차 - 151계 산악 지형용의 출력 증강차. 일부는 151계, 161계에서 개조됨.
- 183계 전동차 - 보소 지구의 특급용으로 등장. 후에는 주오 선 및 단바, 단고 지구에서도 사용. 485에서 직류화 개조된 차량도 있음.
- 185계 전동차 - 오도리코, 라이너, 신특급, 신칸센 릴레이 호 등의 다목적 우등 차량. 최초로 국철 특급색을 사용하지 않음.
- 189계 전동차 - 183계의 우스이 고개 협조 운전 대응 차량.
- 381계 전동차 - 최초의 진자 틸팅형 차량.
- 481계 전동차 - 호쿠리쿠, 규슈 지구 용의 교직 양용 특급형 전동차 (60Hz).
- 483계 전동차 - 도호쿠 지구 용의 교직 양용 특급형 전동차 (50Hz).
- 485계 전동차 - 교직 양용 특급형 전동차의 표준형 (50/60Hz).
- 489계 전동차 - 485계의 우스이 고개 협조 운전 대응 차량.
- 581계 전동차 - 낮 시간대 및 야간 시간대 침대 특급 겸용 특급 전동차 (60Hz).
- 583계 전동차 - 581계의 50/60Hz 대응형.
- 781계 전동차 - 홋카이도 지구용 교류 특급 전동차.

## 신칸센 전동차

### 영업용 전동차
- 신칸센 0계 전동차 - 1964년 첫선을 보인 최초의 고속 철도용 전동차.
- 신칸센 100계 전동차 - 2세데 신칸센 전동차.
- 신칸센 200계 전동차 - 도호쿠 신칸센용 전동차
- 신칸센 300계 전동차 - 1992년 3월 운행을 개시한 '노조미'호용 전동차, 도시바사의 VVVF 인버터를 채용하여, 고속 주행시 안정성을 강화했다.
- 신칸센 500계 전동차
- 신칸센 700계 전동차
- 신칸센 N700계 전동차
- 신칸센 800계 전동차 - 큐슈 신칸센용 전동차(츠마베호).

## 같이 보기
- 일본국유철도의 기동차 목록
- 일본국유철도의 전기 기관차 목록
- 일본국유철도의 디젤 기관차 목록
- 일본국유철도의 증기 기관차 목록
- 일본국유철도의 객차 및 화차 목록
- JR의 전동차 목록